# Noah Vonleh
Noah Vonleh (Haverhill, Massachusetts, 24 de agosto de 1995) es un jugador de baloncesto estadounidense que actualmente se encuentra sin equipo. Con 2,08 metros de altura juega en la posición de ala-pívot.

## Trayectoria deportiva

### Instituto
Vonleh asistió al instituto "Haverhill High School" en Haverhill, Massachusetts antes de transferirse al instituto "New Hampton School" en New Hampton, Nuevo Hampshire en 2011. En su tercer año como "jnior" en 2011-12, promedió 16 puntos y nueve rebotes por partido. En su último año como "sénior" en 2012-13, promedió 17 puntos, 12 rebotes y cuatro asistencias por partido, pasando a ganar los honores de McDonald's All-American.
El 10 de noviembre de 2012, Vonleh firmó una carta de intención para jugar en la Universidad de Indiana, rechazó las ofertas de Kansas, Carolina del Norte, UCLA y de Ohio State, entre otros. Al comprometerse a Indiana, dijo, "Sus profesores son buenos, son el equipo No. 1 en el país y ellos tienen otra gran clase que viene el próximo año".

### Universidad

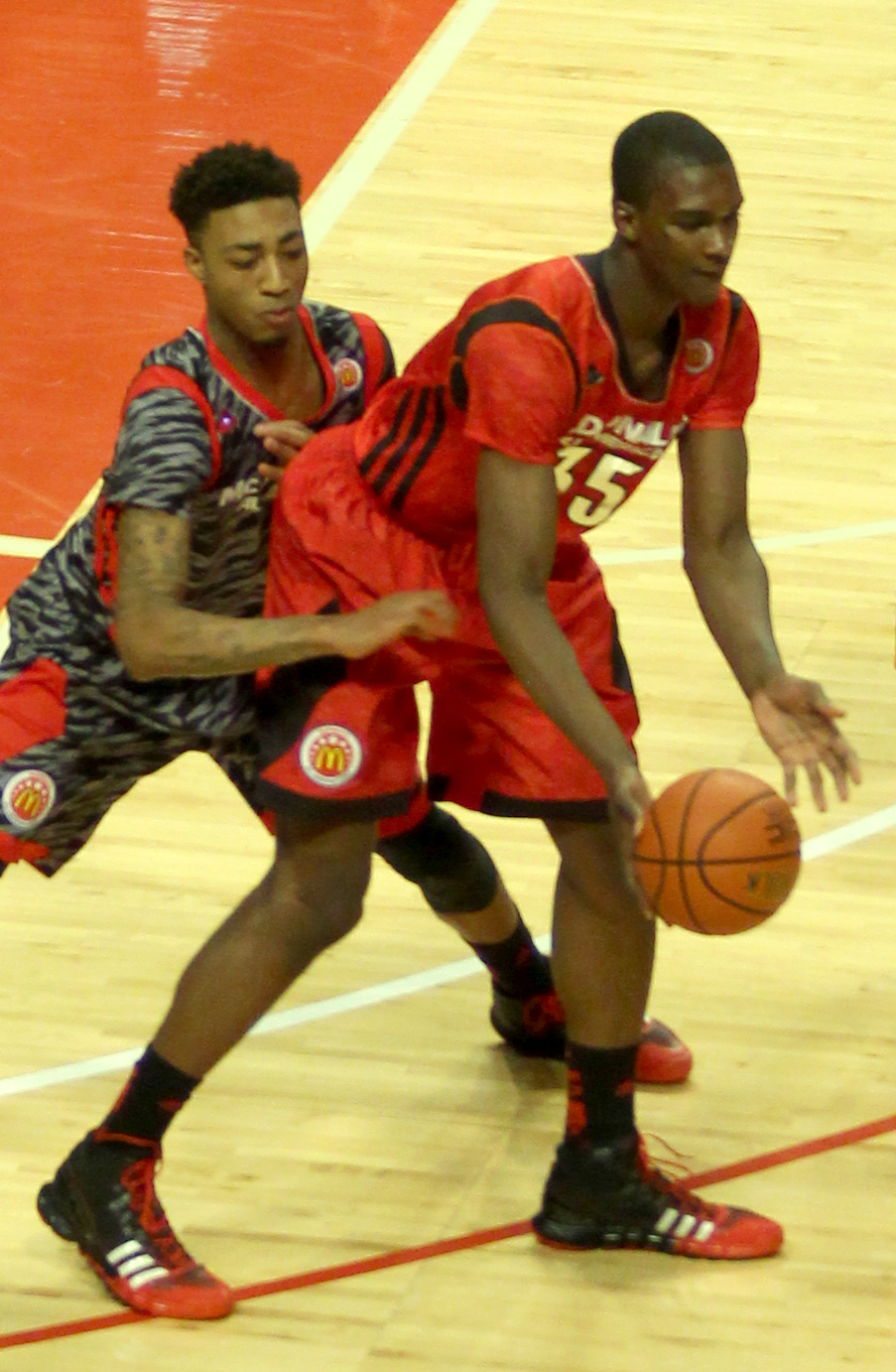
Vonleh defendido por James Young en el McDonald's All-American Game del 2013.

En su primer año como "freshman" en IU, Vonleh promedió 11,3 puntos, 9,0 rebotes y 1,4 tapones por partido. Obtuvo un promedio de 26,5 minutos por partido, siendo titular en los 30 partidos que jugó. Él fue honrado como Freshman (Debutante) del Año de la Big Ten del 2014 y también fue nombrado en el Tercer Mejor Quinteto de la Big Ten y el Mejor Quinteto de Freshman (Debutante) de la Big Ten ese mismo año.
El 3 de abril de 2014, Vonleh se declaró elegible para el draft de la NBA, renunciando a sus últimos tres años universitarios.

#### Estadísticas
| Año     | Equipo  | PJ | PT | MPP  | %TC  | %3P  | %TL  | RPP | APP | ROB | TPP | PPP  |
| ------- | ------- | -- | -- | ---- | ---- | ---- | ---- | --- | --- | --- | --- | ---- |
| 2013–14 | Indiana | 30 | 29 | 26.5 | .523 | .485 | .716 | 9.0 | .6  | .9  | 1.4 | 11.3 |

### Profesional
El 26 de junio de 2014, Vonleh fue seleccionado por Charlotte Hornets en la novena posición del Draft de la NBA de 2014.
En junio de 2015, Vonleh fue traspasado junto con Gerald Henderson a los Portland Trail Blazers a cambio de Nicolas Batum.
El 8 de febrero de 2018 fue traspasado a los Chicago Bulls a cambio de los derechos sobre Milovan Raković.
El 24 de julio de, 2018, Vonleh firma con los New York Knicks.
El 2 de julio de 2019, firma un contrato por un año con Minnesota Timberwolves.
El 4 de febrero de 2020 es traspasado a Denver Nuggets, en un traspaso múltiple entre cuatro equipos y que afectó a 12 jugadores.
Después de unos meses en Denver, el 26 de noviembre de 2020, firma un año con Chicago Bulls. Pero el 15 de diciembre, tras dar positivo por COVID-19, es cortado por los Bulls.
El 8 de febrero de 2021, se anunció que firmaría contrato con Brooklyn Nets. Pero apenas disputó 2,8 minutos por encuentro y el 24 de febrero fue cortado.
El 18 de septiembre de 2021, firma con los Shanghai Sharks de la  Chinese Basketball Association.
Tras una temporada en China, el 1 de agosto de 2022, se hace oficial su firma con los Boston Celtics.
El 5 de enero de 2023 es traspasado a San Antonio Spurs a cambio de rondas de draft, pero fue despedido al día siguiente.

## Estadísticas de su carrera en la NBA

### Temporada regular
| Año     | Equipo    | PJ  | PT  | MPP  | %TC  | %3P   | %TL   | RPP | APP | ROB | TPP | PPP |
| ------- | --------- | --- | --- | ---- | ---- | ----- | ----- | --- | --- | --- | --- | --- |
| 2014-15 | Charlotte | 25  | 0   | 10.4 | .395 | .385  | .692  | 3.4 | .2  | .2  | .4  | 3.3 |
| 2015-16 | Portland  | 78  | 56  | 15.1 | .421 | .239  | .745  | 3.9 | .4  | .3  | .3  | 3.6 |
| 2016-17 | Portland  | 74  | 41  | 17.1 | .481 | .350  | .638  | 5.2 | .4  | .4  | .4  | 4.4 |
| 2017-18 | Portland  | 33  | 12  | 14.4 | .490 | .333  | .742  | 5.1 | .4  | .2  | .3  | 3.6 |
| 2017-18 | Chicago   | 21  | 4   | 19.0 | .413 | .300  | .481  | 6.9 | 1.0 | .6  | .3  | 6.9 |
| 2018-19 | New York  | 68  | 57  | 25.3 | .470 | .336  | .712  | 7.8 | 1.9 | .7  | .8  | 8.4 |
| 2019-20 | Minnesota | 29  | 1   | 12.0 | .547 | .143  | .821  | 4.0 | .9  | .4  | .2  | 4.1 |
| 2019-20 | Denver    | 7   | 0   | 4.3  | .833 | 1.000 | .500  | 1.1 | .3  | .0  | .0  | 1.9 |
| 2020-21 | Brooklyn  | 4   | 0   | 2.8  | .000 | .000  | —     | .3  | .3  | .0  | .0  | .0  |
| 2022-23 | Boston    | 23  | 1   | 7.4  | .458 | .250  | 1.000 | 2.1 | .3  | .1  | .3  | 1.1 |
| Total   | Total     | 362 | 172 | 16.2 | .459 | .307  | .692  | 4.9 | .7  | .4  | .4  | 4.7 |

### Playoffs
| Año   | Equipo   | PJ | PT | MPP  | %TC  | %3P  | %TL  | RPP | APP | ROB | TPP | PPP |
| ----- | -------- | -- | -- | ---- | ---- | ---- | ---- | --- | --- | --- | --- | --- |
| 2016  | Portland | 6  | 0  | 2.0  | .000 | .000 | .000 | .7  | .3  | .3  | .0  | .0  |
| 2017  | Portland | 4  | 2  | 25.0 | .444 | .000 | .000 | 7.3 | 2.0 | .3  | 1.0 | 4.5 |
| 2020  | Denver   | 1  | 0  | 3.0  | .000 | .000 | .000 | .0  | .0  | .0  | .0  | .0  |
| Total | Total    | 11 | 2  | 10.5 | .364 | .000 | .400 | 3.0 | .9  | .3  | .3  | 1.6 |

## Vida personal
Vonleh es hijo de Samuel Vonleh y Renell Kumeh, y tiene dos hermanos. 
Su abuelo paterno, Blahsue Vonleh, fue jefe supremo del Clan Doe ("Doe Clan") en Nimba (Liberia) desde 1920 hasta su muerte 1947.